# Natalie Golda
Natalie Golda, född 28 december 1981 i Lakewood, Kalifornien, är en amerikansk vattenpolospelare. Hon ingick i USA:s OS-lag vid två olympiska spel. Golda gjorde två mål i den olympiska vattenpoloturneringen i Aten där USA tog brons. I den olympiska vattenpoloturneringen i Peking gjorde hon nio mål, varav ett i finalen mot Nederländerna.
År 2003 var hon med om att ta guld i Holiday Cup, VM och Panamerikanska spelen. I den sistnämnda turneringen var hennes målsaldo två mål. Fyra år senare fick Golda vara med om ett andra VM-guld i samband med världsmästerskapen i simsport 2007 i Melbourne. Ytterligare ett guld blev det vid Panamerikanska spelen 2007 där Golda gjorde elva mål.